# Miasteczko Śląskie (przystanek kolejowy)
Miasteczko Śląskie – przystanek osobowy w Miasteczku Śląskim, w województwie śląskim, w Polsce.

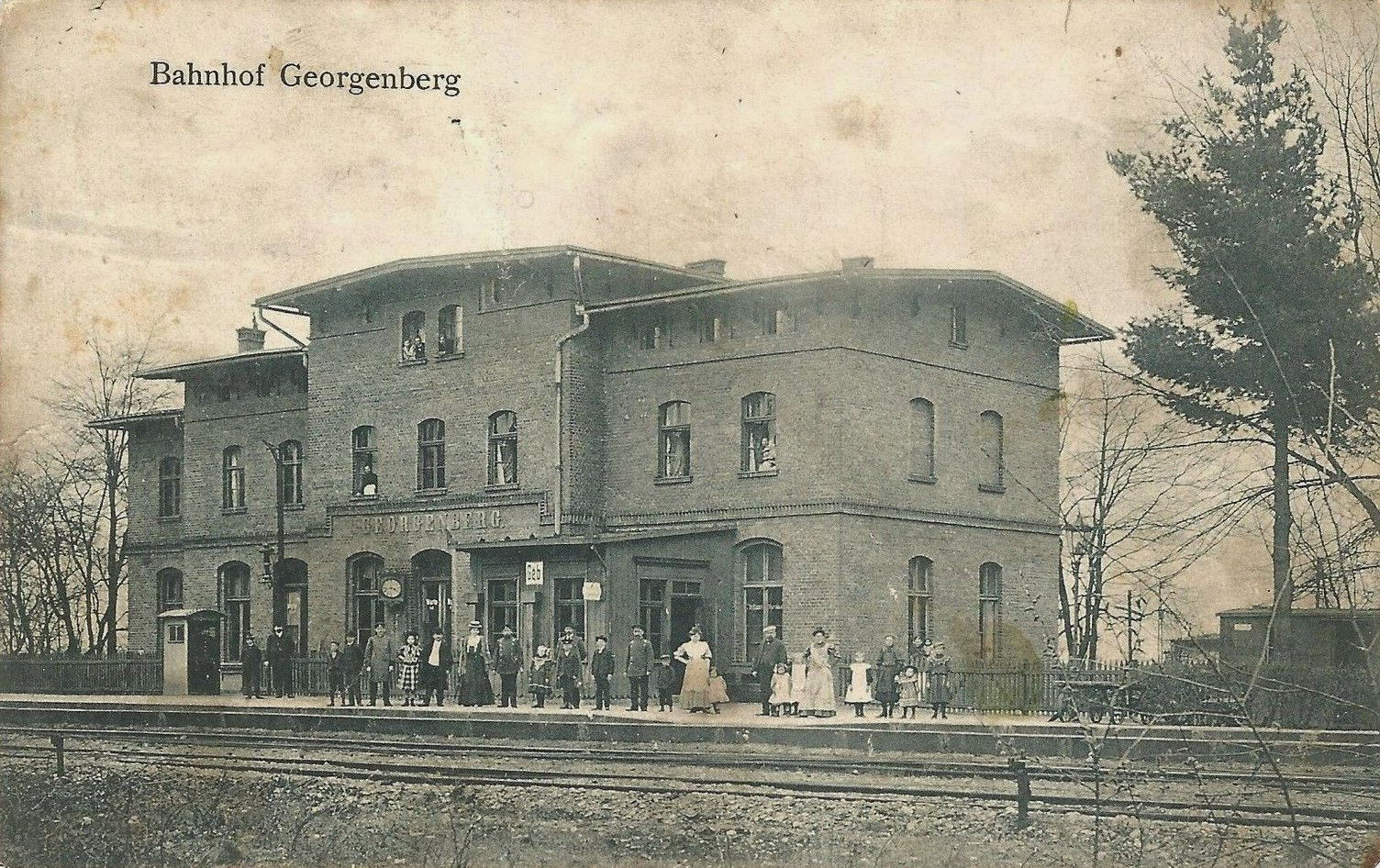
Dworzec w Miasteczku w 1910 roku

## Ruch pasażerski
| Rok  | Wymiana pasażerska na dobę |
| ---- | -------------------------- |
| 2017 | 20-49                      |
| 2022 | 20-49                      |